# جانی دی ونانتزو
جانی دی ونانتزو (ایتالیایی: Gianni Di Venanzo; ۱۸ دسامبر ۱۹۲۰ – ۳ ژانویهٔ ۱۹۶۶) فیلم‌بردار صاحب‌سبک اهل ایتالیا بود که با فیلمسازان بزرگی همچون آنتونیونی، فلینی و رُزی کار کرد. روند فعالیتش با مرگ ناگهانی در ۴۵سالگی بر اثر هپاتیت ویروسی متوقف شد.

## گزیدهٔ فیلم‌شناسی
- فریاد
- شب
- کسوف
- هشت‌ونیم
- دست‌ها روی شهر
- جولیتای ارواح
- سالواتوره جولیانو
- بی‌تفاوت‌ها
- مارمولک‌ها